# Donacia yoshitomii
Donacia yoshitomii es una especie de insecto coleóptero de la familia Chrysomelidae.
Fue descrita científicamente en 2003 por Hayashii.